# Alfred Paget (homme politique, 1816-1888)
Alfred Henry Paget (26 juin 1816 - 24 août 1888) est un soldat britannique, courtisan et homme politique libéral qui siège à la Chambre des communes entre 1837 et 1865.

## Biographie
Il est le sixième fils du 1er marquis d'Anglesey. Il devient lieutenant dans la Royal Horse Guards. En 1837, il est élu député de Lichfield et occupe ce siège jusqu'en 1865, date à laquelle il est battu par le conservateur Richard Dyott.
Il est chef Equerry et greffier maréchal près la reine de juillet 1846 à mars 1852, de décembre 1852 à mars 1858 et à partir de juin 1859. Le poste cesse d'être politique à partir de 1866.
Il est le commodore du Royal Thames Yacht Club, 1846-1873, et vice-commodore, 1845-1846 et 1874-1888.
Le 1er août 1874, il démissionne de son poste de Chief Equerry. Il devient lieutenant-colonel (sans attaches) en 1854. Il vit au 42 Grosvenor Place, à Londres, et à Melford Hall, à Sudbury, dans le Suffolk.
Paget est administrateur de la North Staffordshire Railway Company de janvier 1854 à février 1875.
Il est décédé subitement en 1888 sur son yacht au large d'Inverness.

## Famille
Paget épouse Cecilia, deuxième fille de George Thomas Wyndham, de Cromer Hall, Norfolk, en 1847. Ils ont : 
- Victoria Alexandrina Paget (21 avril 1848 - 2 février 1859)
- Evelyn Cecilia Paget (16 juillet 1849 - 17 mai 1904)
- Arthur Paget (officier) (en) (1er mars 1851 - 8 décembre 1928)
- Alfred Wyndham Paget (26 mars 1852 - 17 juin 1918)
- George Thomas Cavendish Paget (24 mai 1853 - 28 janvier 1939), élève Paget's Horse pour servir pendant la guerre des Boers.
- Gerald Cecil Stewart Paget (15 octobre 1854 - 25 octobre 1913), grand-père de Percy Bernard (5e comte de Bandon) (en).
- Violet Mary Paget (1er mars 1856 - 13 juin 1908)
- Sydney Paget (en) (19 avril 1857 - 16 septembre 1916)
- Amy Olivia Paget (3 juin 1858 - 14 février 1948)
- Alberta Victoria Paget (1859 - 28 juillet 1945)
- Almeric Paget (1er baron Queenborough) (14 mars 1861 - 22 septembre 1949)
- Alice Maud Paget (9 juillet 1862 - 24 décembre 1925)
- Alexandra Harriet Paget (31 mars 1863 - 1944), mariée à Edward Colebrooke (1er baron Colebrooke).
- Guinevere Eva Paget (16 mars 1869 - 26 février 1894)

## Représentations culturelles
Dans la série télévisée Victoria, Lord Alfred est interprété par Jordan Waller. Dans la deuxième saison, il était représenté en couple avec Edward Drummond, secrétaire de sir Robert Peel. Il n'y a aucune preuve historique que cela a eu lieu. Dans la même série, Lord Alfred épouse Lady Wilhelmina Coke (la nièce de la duchesse de Buccleuch); mais dans la vraie vie, Lord Alfred a épousé Cecilia Wyndham .